# Friedhofskapelle (Tittmoning)

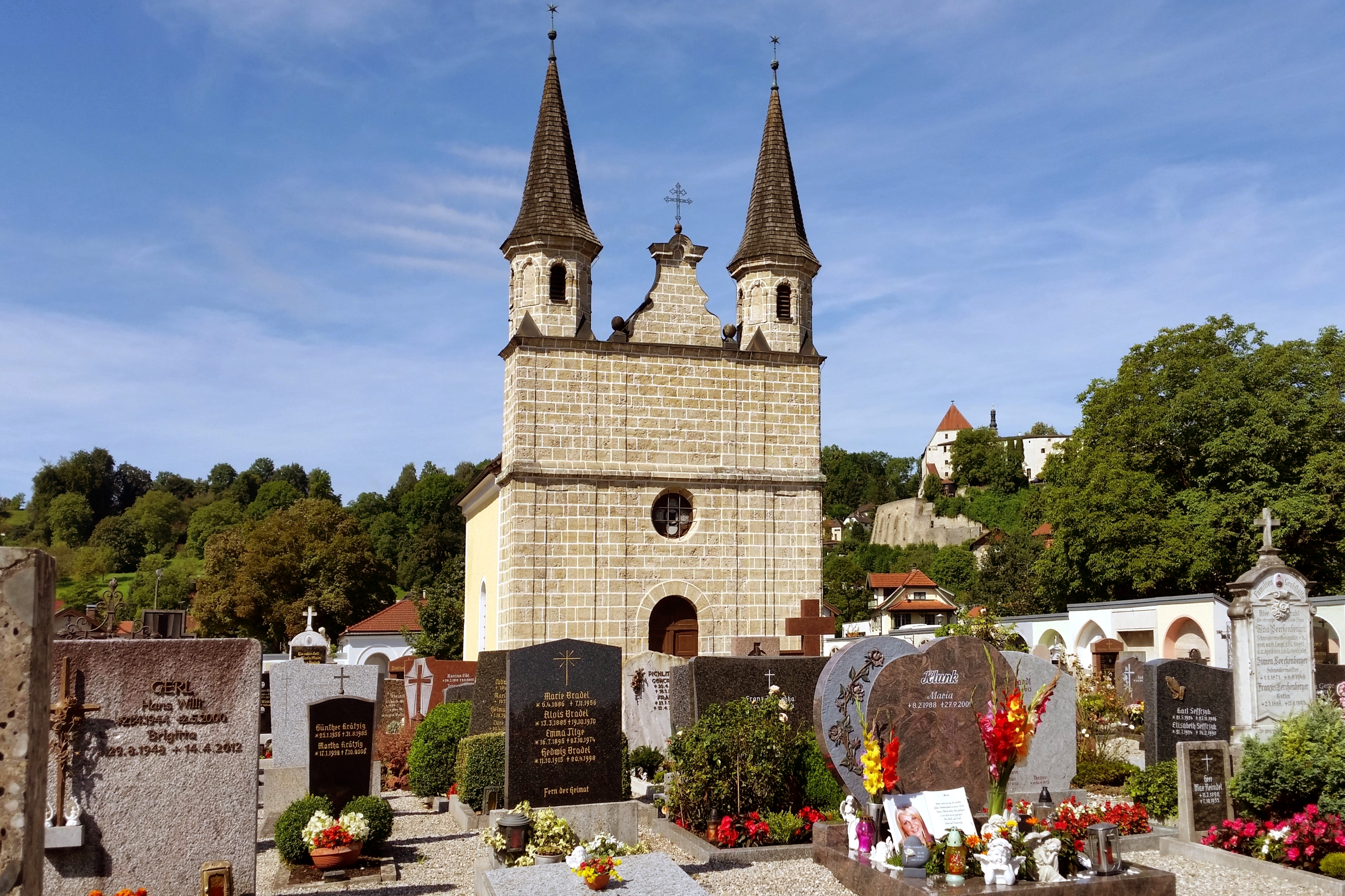
Friedhofskapelle in Tittmoning

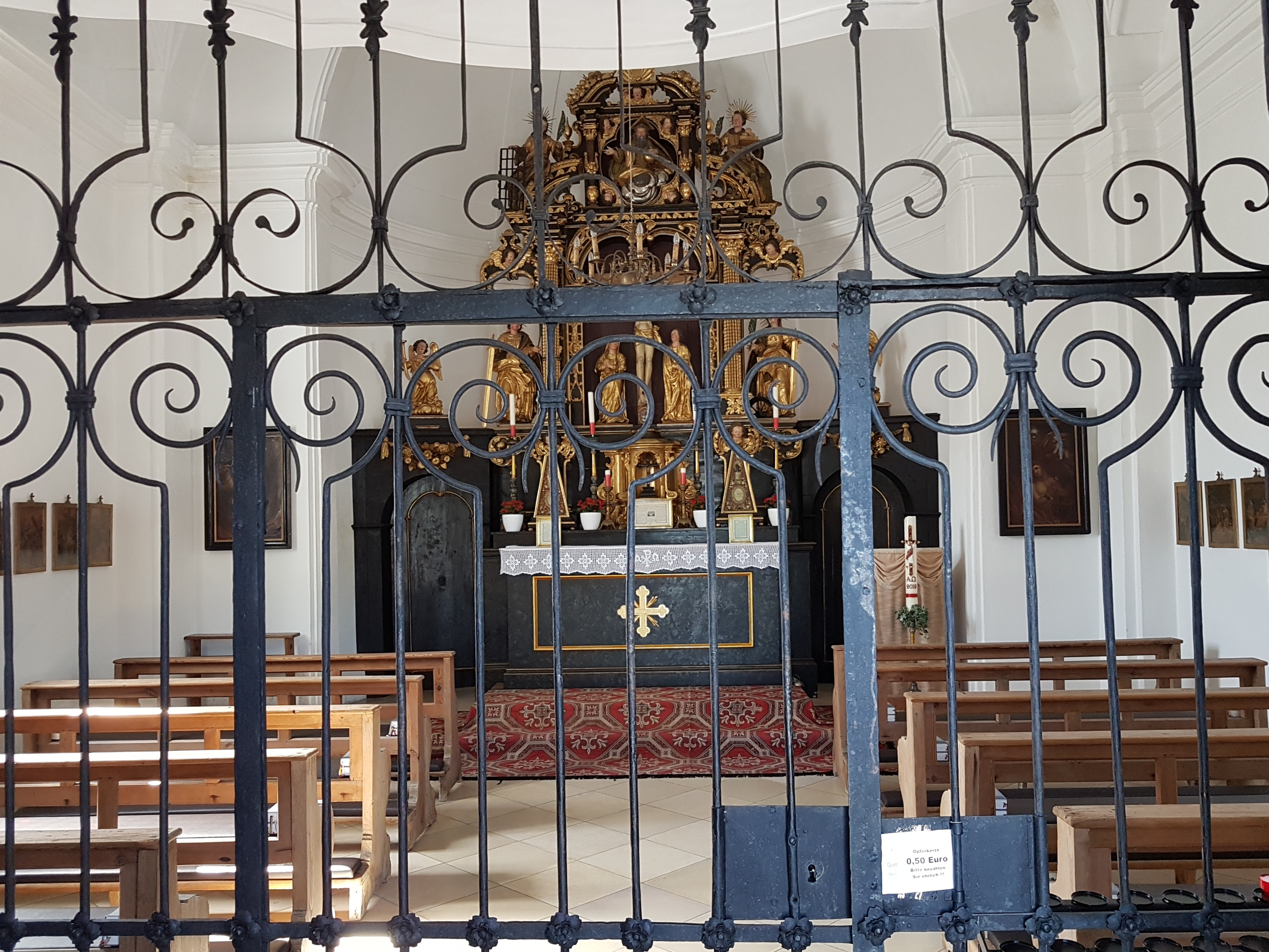
Innenraum

Die römisch-katholische Friedhofskapelle auf dem Friedhof der Gemeinde Tittmoning im oberbayerischen Landkreis Traunstein ist in der Liste der Baudenkmäler in Tittmoning unter der Nummer D-1-89-152-48 eingetragen. Sie gehört zum Erzbistum München und Freising.

## Beschreibung
Die Kapelle wurde in den Jahren 1818 bis 1821 erbaut. Sie besteht aus dem Langhaus, der halbrunden Apsis im Westen und der Fassade aus Quadermauerwerk im Osten, auf die links und rechts vom Giebel zwei achteckige Türmchen mit spitzen Helmen und je einer Glocke aufgesetzt sind. Beide Glocken stammen aus dem Laufener Stadttor. Mittelpunkt des aus der Katharinenkapelle am Marktplatz stammenden Altars ist eine Kreuzigungsgruppe, bestehend aus dem Kruzifix sowie der Gottesmutter Maria und dem Apostel Johannes unter dem Kreuz. Seitlich am Altar steht links eine Figur der heiligen Barbara von Nikomedien und rechts der heiligen Katharina von Alexandrien.